# صوفي تشانغ
صوفي تشانغ (بالإنجليزية: Sophie Chang)‏ هي لاعب كرة مضرب أمريكية، ولدت في 28 مايو 1997 في شاطئ نيوبورت في الولايات المتحدة.

## وصلات خارجية
- صوفي تشانغ على موقع رابطة محترفات التنس (الإنجليزية)
- صوفي تشانغ على موقع الاتحاد الدولي لكرة المضرب (الإنجليزية)
- صوفي تشانغ على موقع خلاصة التنس.كوم (الإنجليزية)
- صوفي تشانغ على موقع إي إس بي إن.كوم (الإنجليزية)